# Gnophos peruni
Gnophos peruni är en fjärilsart som beskrevs av Zoltan Varga 1975. Gnophos peruni ingår i släktet Gnophos och familjen mätare. Inga underarter finns listade i Catalogue of Life.